# 石門銘
石門銘（せきもんめい）とは、中国の南北朝時代、北朝の北魏で永平2年（509年）、典籤の王遠・武阿仁によって磨崖に彫られた記念文。六朝時代の北朝独特の楷書「六朝楷書」の書蹟として知られる。
刻されて以来1400年以上現地にあったが、1970年に褒河ダム建設に伴って周囲が水没することになり、崖ごと切り取られて漢中博物館に移されている。

## 刻字の事情
石門銘の石門とは「石門洞」という隧道のことである。この石門洞は漢中（現在の陝西省漢中市一帯）から関中（現在の陝西省西安市一帯）へ通じる三本の道のうち、最も西にある褒斜道（ほうやどう）という道の途中に存在する。
漢中と関中を結ぶ道は秦代には既に開かれており、軍事的・商業的に極めて重要な道であった。しかし両者を行き来するには非常に険しい渓谷と山を越えねばならず、道も自然と川に棧橋をかけて道を確保しなければならないほど狭隘かつ峻厳な道にならざるを得なかった。
この石門洞は後漢の永平年間（58年-75年）に漢中太守の楊渙が開いたものであるが、あまりに険しい環境下にあるために何度も改修が重ねられ、閉鎖と再開が繰り返されて来た。それでも何とか道自体は残っていたものの、西晋が滅亡し南へ移った際の混乱で廃道となってしまっていた。
これを由々しき事態と見た北魏では、正始3年（506年）に復旧工事を決定、翌正始4年（507年）10月10日から工事を開始した。そして工事が終了した永平2年（509年）1月、竣工を記念して石門洞に刻したのがこの石門銘である。
書者である典籤の王遠と鐫者である武阿仁は名前のみが伝わっているだけで、その素性は不明である。

## 碑文と書風
碑文は楷書で1行22字、全28行である。峻厳な山道の途中にもかかわらず、極めてきれいな状態で残されている。
内容は石門洞の歴史、今回の改修工事に至る経緯、竣工後の道への讃辞と続き、最後に四字句の讃をもって終わる。
書風はいわゆる「六朝楷書」である。ただし険しい環境下で刻したためか、他の「方筆」を用いた角ばって緊密にしまった書風とは異なっており、やや「円筆」（角を丸める筆法）に近い書法をとり、横長で自由奔放、飄々とした印象を受けるものとなっている。北魏の書の多様性を知るよい史料である。

## 研究と評価
この銘は北宋代に知られていたが、その後忘れられて清代に再び注目を浴びるに至った。しかし書風が他の六朝楷書と違うためか、評価は賛否両論となり、「超逸愛すべし」と絶賛する意見がある一方、「後世のよろしく学ぶべきところには非ず」とあまり好意的でない意見もある。しかし好意的であるか否かにかかわらず、「鑑賞して楽しむ書であっていきなり初学者が学ぶ書ではない」という点では見解が一致している。